# Глен Велла
Глен Ве́лла (англ. Glen Vella) (нар. 14 травня 1984) — мальтійський співак. Вивчав як практичні, так і теоретичні заняття з вокалу та фортепіано. Він отримав сертифікат з викладача голосу в Лондонському коледжі музики та мистецтв Вікторії. Глен співає в різних телешоу на острові, включаючи «Kalamita», «Showtime», «Sa 6» і «Sibtijiet Flimkien». Він також грав головні ролі в різних мюзиклах на місцевій сцені, в тому числі «Ісус Христос Супер зірка», «Божеве заклинання», «Абба Манія».
Він став переможцем відродженого видання Muzika Muzika у 2021 році зі своєю піснею «Harsa Biss».
У 2011 році Глен переміг на мальтійському відбірковому конкурсі на Євробачення з піснею «One Life» (укр. «Одне життя»), і отримав право представити Мальту на конкурсі пісні Євробачення 2011, який відбувся в травні 2011 року в Дюссельдорфі. Співак виступив в першому півфіналі, але до фіналу не пройшов.
У 2022 році він виступив як гість під час спеціального вечора мальтійського пісенного конкурсу Євробачення 2022, національного відбору країни на пісенний конкурс Євробачення 2022.

## Особисте життя
Глен Велла є геєм.

## Цікаві факти
- Дата фіналу Євробачення 2011 збігається з датою народження співака (14 травня).